# Trentepohlia (Plesiomongoma) candidipes
Trentepohlia (Plesiomongoma) candidipes is een tweevleugelige uit de familie steltmuggen (Limoniidae). De soort komt voor in het Oriëntaals gebied.